# Адольф фон Бомгард
Адольф Теодор Ернст фон Бомгард (нім. Adolf Theodor Ernst von Bomhard; 6 січня 1891, Аугсбург — 19 липня 1976, Прін-ам-Кімзе) — німецький офіцер і політик, групенфюрер СС і генерал-лейтенант поліції.

## Біографія
Не закінчивши Вищу технічну школу, в 1910 році вступив в Баварську армію. Учасник Першої світової війни, був тричі поранений. Тривалий час був військовим ад'ютантом Франца фон Еппа. У 1919-20 роках служив в армійському управлінні офіцером для доручень, в серпні 1919 року перейшов на службу в баварську земельну поліцію. У 1924-33 роках — заступник начальника штабу інспекції військово-навчальних закладів баварської земельної поліції. У 1933 році призначений начальником штабу інспектора земельної поліції Бранденбурга, 1 жовтня 1934 року — Пруссії. З 1 березня 1936 року — заступник начальника земельної поліції Пруссії Курта Далюге. З 16 березня по 1 квітня 1936 року — начальник поліцейської інспекції «Західна Пруссія». Після того як німецька поліція буле передана під управління рейхсфюрера СС Генріха Гіммлера і 30 червня 1936 року було сформовано Головне управління поліції порядку по чолі з Далюге, Бомгард був призначений начальником Командного управління і став найближчим помічником Далюге. 1 травня 1937 року вступив в НСДАП (квиток №3 933 982), 20 квітня 1938 року — в СС (посвідчення №292 711). З 1 жовтня 1942 року — командувачем поліції порядку (ОРПО) в Україні (зі штаб-квартирою в Києві та Рівному). Коли в 1943 році почалася чергова чистка поліції і з командних посад були вигнані багато офіцерів, не пов'язаних зі службою безпосередньо в СС, 1 листопада 1943 року був переведений на посаду інспектора поліцейських шкіл. З 1 січня 1944 року — генерал-інспектор поліцейських шкіл. 1 лютого 1945 року залишив пост і був зарахований в Особистий штаб рейхсфюрера СС. Після війни став безпартійним політиком. В 1960-66 роках — бургомістр Пріна-ам-Кімзе.

## Звання
- Лейтенант (28 жовтня 1912)
- Оберлейтенант (9 липня 1915)
- Гауптман (18 жовтня 1918)
- Гауптман поліції (1920)
- Майор поліції (1 травня 1933)
- Оберстлейтенант прусської земельної поліції (1 жовтня 1934)
- Оберст земельної поліції (26 червня 1936)
- Генерал-майор поліції (20 квітня 1937)
- Оберфюрер СС (20 квітня 1938)
- Бригадефюрер СС (19 травня 1939)
- Генерал-лейтенант поліції запасу (20 квітня 1940)
- Генерал-лейтенант поліції (6 жовтня 1940)
- Групенфюрер СС (9 листопада 1940)

## Нагороди
- Залізний хрест 2-го і 1-го класу
- Орден «За військові заслуги» (Баварія) 4-го класу з мечами
- Нагрудний знак «За поранення» в сріблі
- Орден Святого Йоанна (Бранденбург), почесний лицар (1921)
- Почесний хрест ветерана війни з мечами
- Хрест Воєнних заслуг 2-го і 1-го класу з мечами
- Почесна шпага рейхсфюрера СС (1943)
- Кільце «Мертва голова» (1943)
- Почесний громадянин громади Прін-ам-Кімзе (1971) — позбавлений в 2013 році.

## Галерея

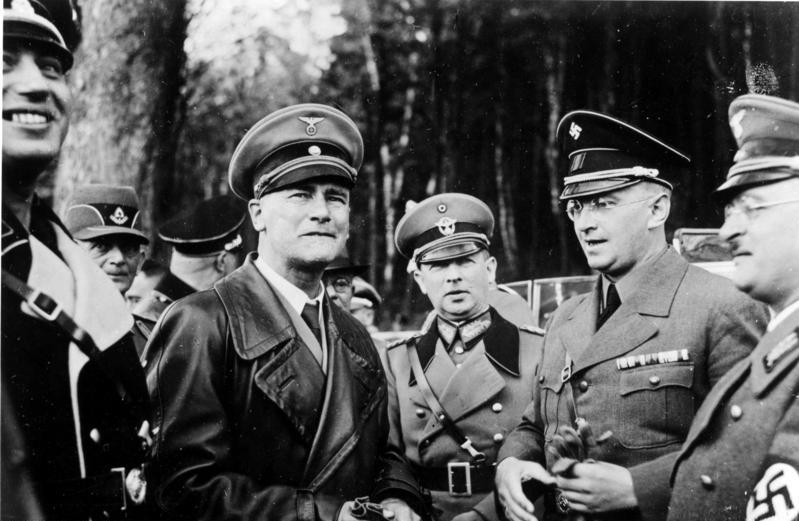
Бомгард — в центрі (23 вересня 1938).
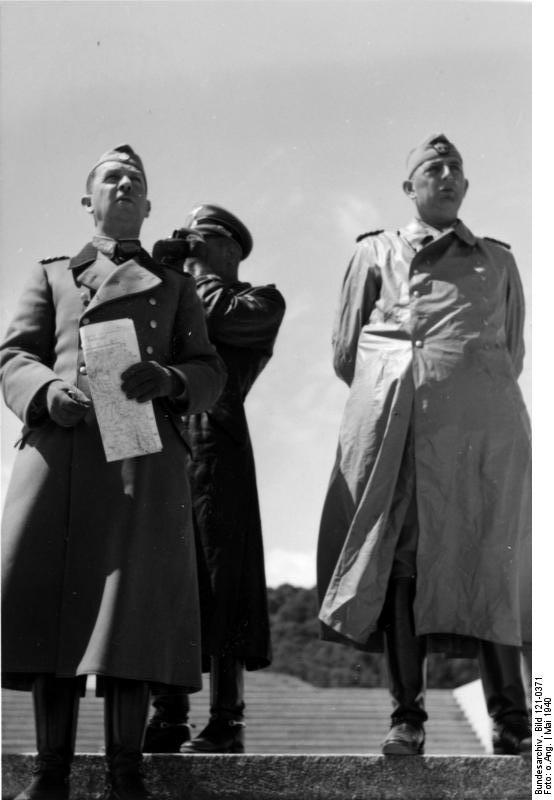
Бомгард (ліворуч) і курт Далюге (Франція, травень 1940).
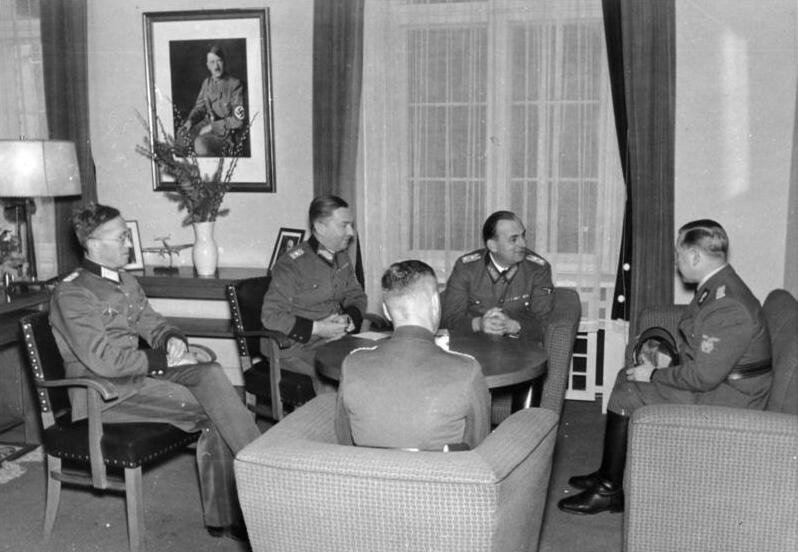
Бомгард (другий ліворуч) на зустрічі з норвезькими офіцерами (Берлін, січень 1942).